# Aeroportul Eyl
Aeroportul Eyl (IATA: HCM, ICAO: HCME) este un aeroport din Nugaal⁠(d), Somalia ce deservește zona Eyl. A fost numit după zona deservită.
Situat la o altitudine de 268 m, aeroportul dispune de o singură pistă.